# چاشچینسکایا
چاشچینسکایا (به لاتین: Chashchinskaya) یک منطقهٔ مسکونی در روسیه است که در استان آرخانگلسک واقع شده‌است.